# Zuiderzeedijk bij Schardam
Zuiderzeedijk bij Schardam là một bức tranh của Matthias Withoos. Bức tranh đã được sở hữu trong 340 năm bởi gia đình Van Foreest và được trưng bày tại Bảo tàng Westfries, ở Hoorn từ ngày 28 tháng 3 năm 2015.